# Canthigaster rostrata

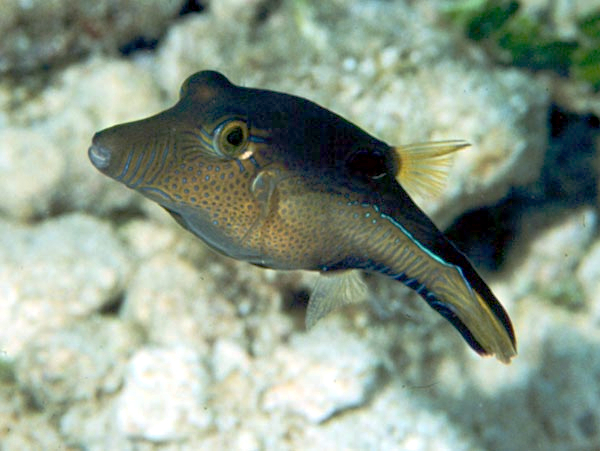
Canthigaster rostrata utilitzat en estudis del NOAA

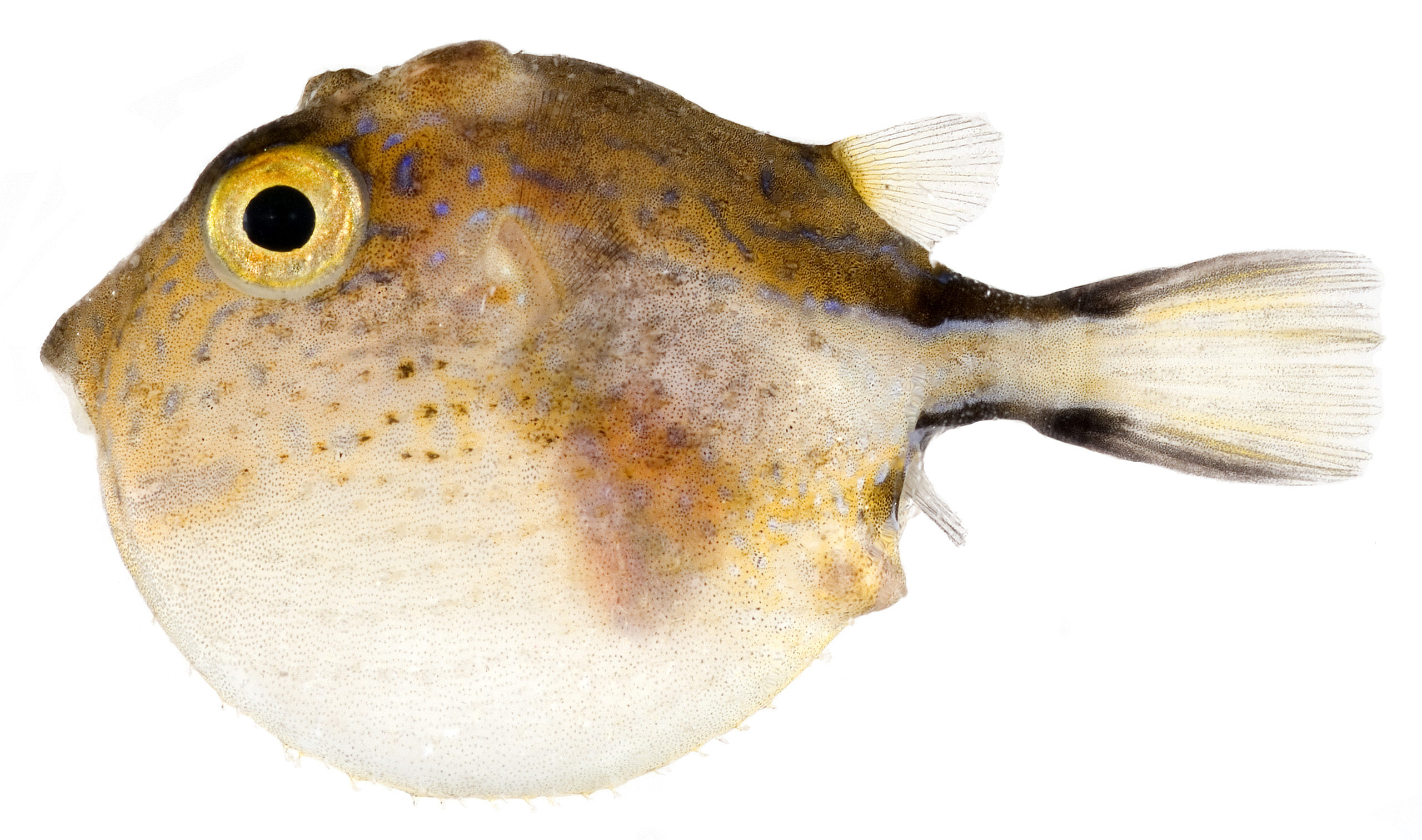
Canthigaster rostrata inflat

Canthigaster rostrata és una espècie de peix de la família dels tetraodòntids i de l'ordre dels tetraodontiformes.

## Morfologia
- Els mascles poden assolir 12 cm de longitud total.[1]

## Reproducció
És monògam.

## Alimentació
Menja esponges de mar, crancs i d'altres crustacis, mol·luscs, poliquets, eriçons de mar i algues.

## Depredadors
És depredat per Sphyraena barracuda i Anous stolidus.

## Hàbitat
És un peix marí, de clima tropical i associat als esculls de corall que viu entre 1-40 m de fondària.

## Distribució geogràfica
Es troba a l'Atlàntic occidental central: des de Carolina del Sud (Estats Units) i Bermuda fins a Tobago i les Petites Antilles.

## Observacions
És inofensiu per als humans.